# Cercocebus torquatus
Cercocebus torquatus là một loài động vật có vú trong họ Cercopithecidae, bộ Linh trưởng. Loài này được Kerr mô tả năm 1792.

## Hình ảnh

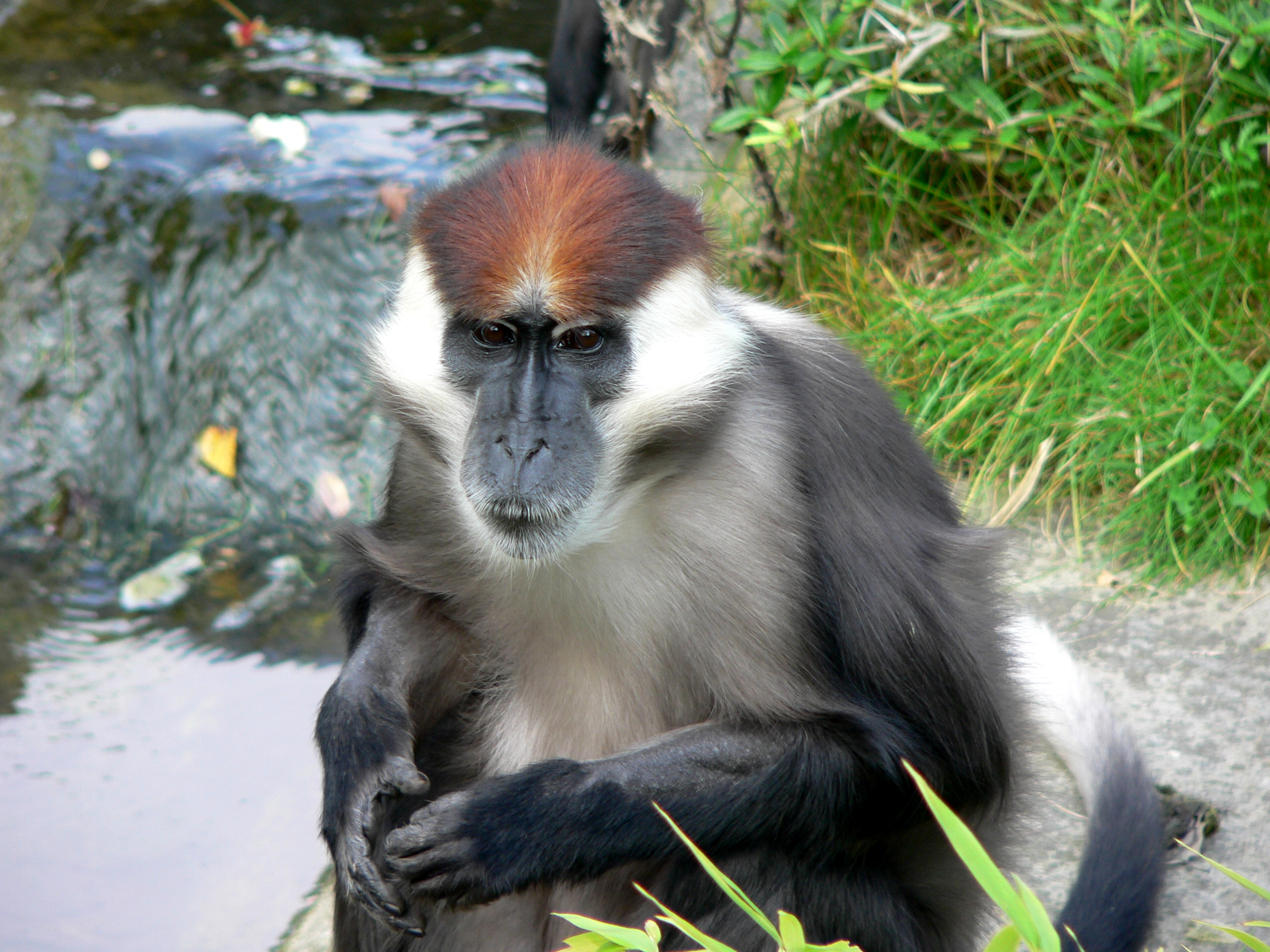
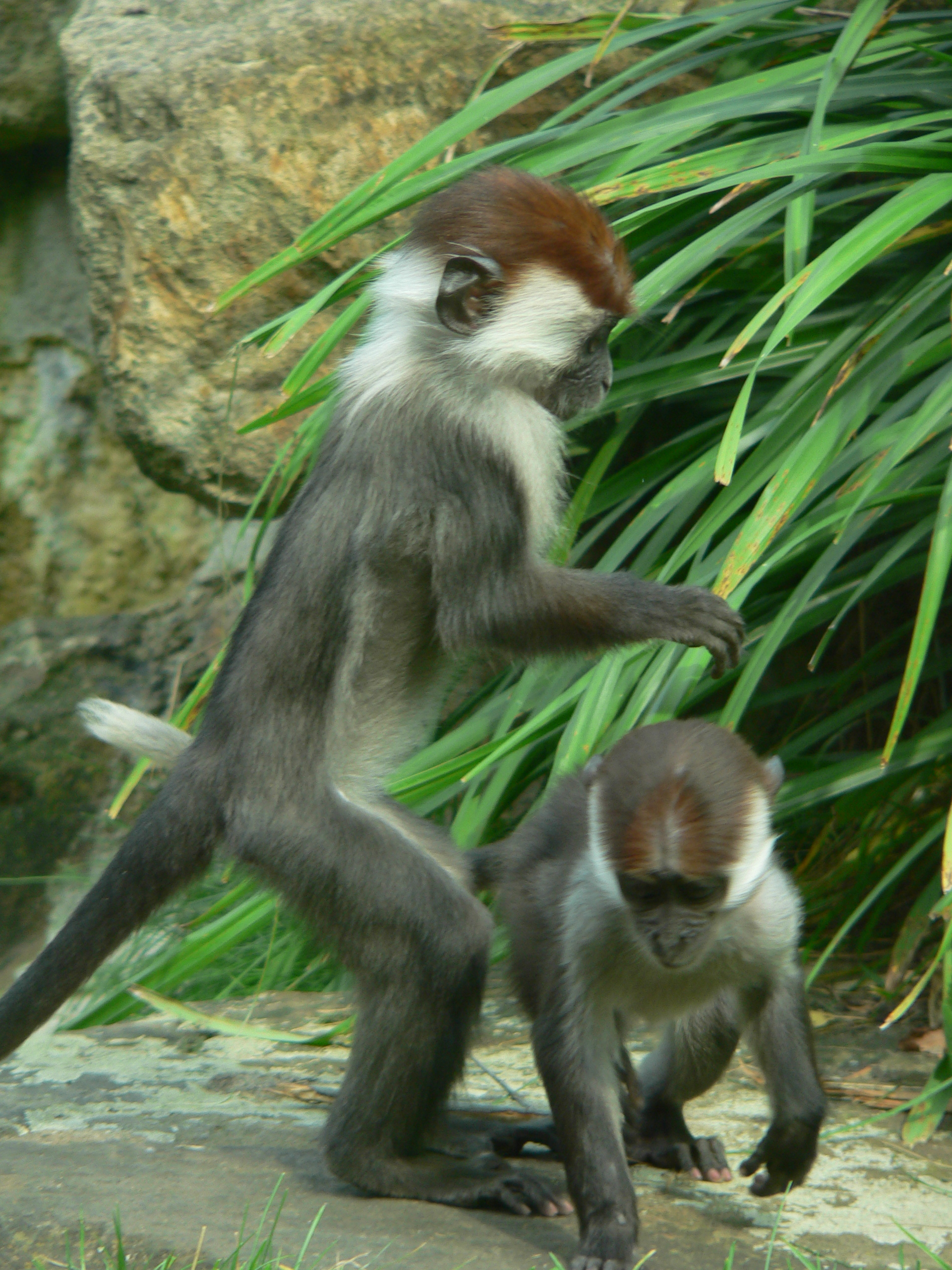
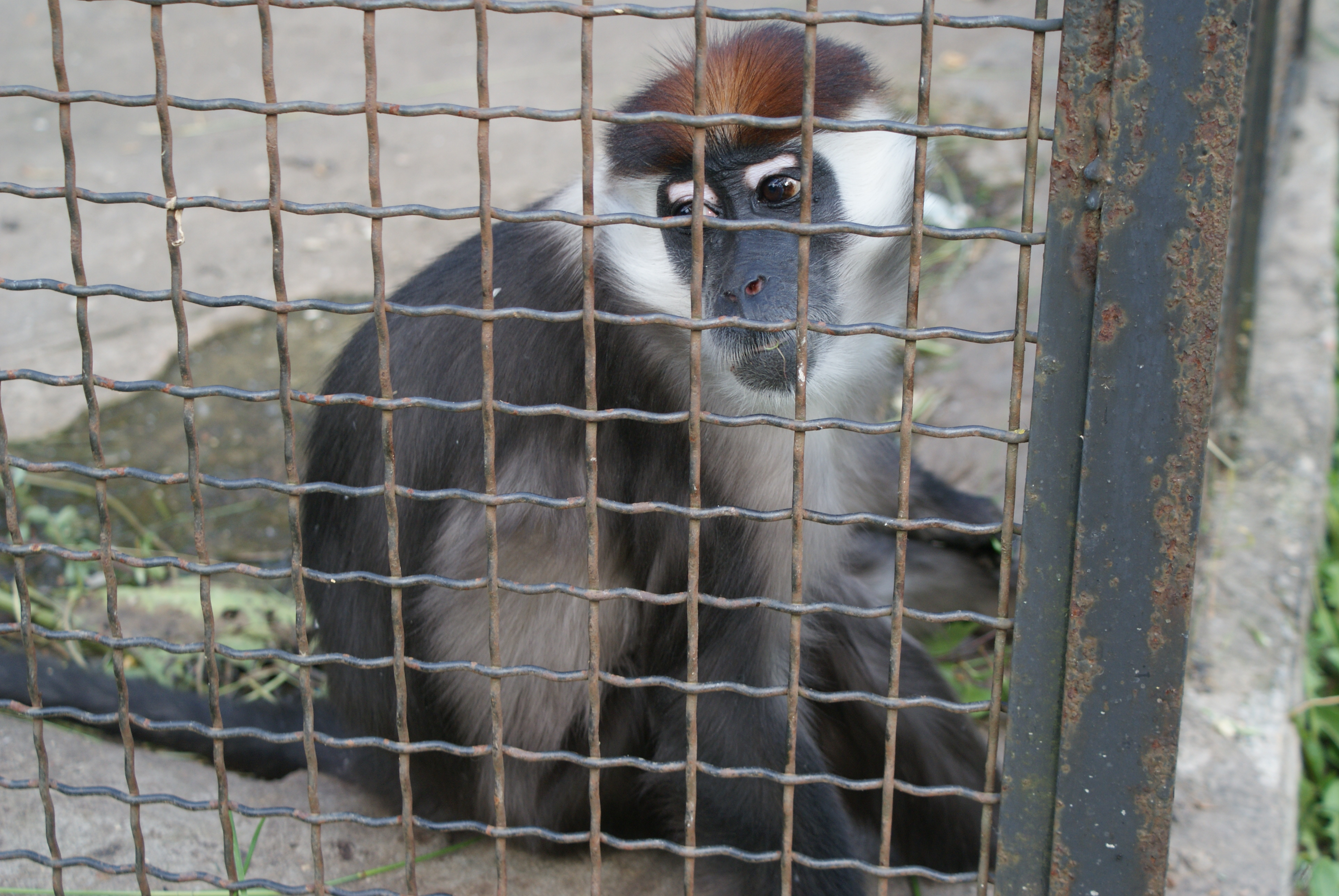
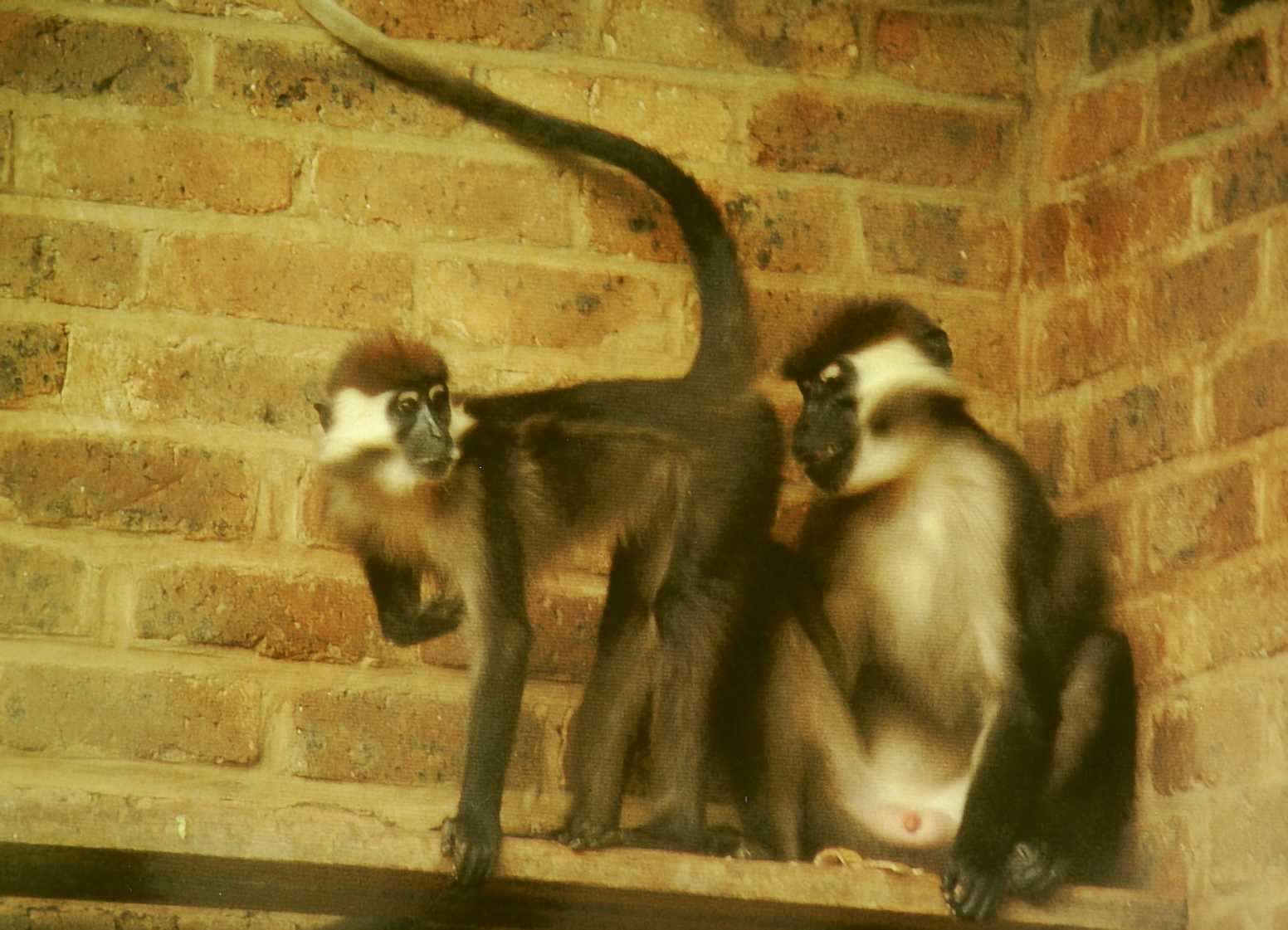